# Лысцов, Сергей Владимирович
Серге́й Влади́мирович Лысцо́в (род. 14 ноября 1982) — российский легкоатлет, специалист по спортивной ходьбе. Выступал на профессиональном уровне в 2000-х годах, член сборной России по лёгкой атлетике, обладатель серебряных медалей чемпионатов Европы среди юниоров и среди молодёжи, победитель Кубка Европы в командном зачёте, многократный призёр первенств всероссийского значения. Представлял Свердловскую область. Мастер спорта России.

## Биография
Родился 14 ноября 1982 года. Уроженец Асбеста, в 1989—2000 годах учился в местной средней школе № 24.
Занимался лёгкой атлетикой под руководством тренеров А. А. Колесникова и Ю. Г. Зенкова, выступал за Свердловскую область и всероссийское физкультурно-спортивное общество «Динамо».
Первого серьёзного успеха на международном уровне добился в сезоне 2001 года, когда вошёл в состав российской национальной сборной и выступил на Кубке Европы по спортивной ходьбе в Дудинце, где в юниорской гонке на 10 км финишировал вторым и тем самым помог своим соотечественникам выиграть юниорский командный зачёт. Позднее в ходьбе на 10 000 метров стал вторым на юниорском европейском первенстве в Гроссето.
В 2003 году на молодёжном европейском первенстве в Быдгоще стал серебряным призёром в ходьбе 20 км.
В 2004 году в дисциплине 20 км выиграл бронзовую медаль на молодёжном всероссийском первенстве в Адлере, занял девятое место на чемпионате России в Чебоксарах, одержал победу на чемпионате России в Ижевске в дисциплине 20 000 метров.
В 2005 году закрыл десятку сильнейших на зимнем чемпионате России в Сочи, показал 11-й результат на чемпионате России в Саранске.
В 2007 году был 27-м на зимнем чемпионате России в Сочи и 14-м на чемпионате России в Чебоксарах.